# ماکی گوتو
ماکی گوتو (انگلیسی: Maki Goto؛ زادهٔ ۲۳ سپتامبر ۱۹۸۵) خواننده، ترانه‌سرا و بازیگر پیشین اهل ژاپن است.